# 徐申 (萬曆進士)
徐申（1548年—1614年），字維嶽，號文江，直隸蘇州府長洲縣人，民籍，明朝政治人物。

## 生平
萬曆四年（1576年）丙子科應天鄉試第十名舉人，五年（1577年）聯捷丁丑科會試第九十五名，三甲第七十名進士。授海陽縣知縣，十一年十月擢四川道試御史，十三年巡按遼東，十七年巡按直隸，提調直隸學政，十九年五月患病回籍。二十二年升順天府府丞，九月升左通政，二十七年五月被科臣李應策論劾，調應天府府丞，三十三年八月升應天府府尹，三十四年十二月進京入覲，七月改任南京太常寺卿，三十六年七月升南京通政使，四十年京察，四十二年卒，享年六十七。

## 佚事
《萬曆野獲編》載，徐申初名徐申錫，後來去掉“錫”字中進士。後來徐申官左通政，竟有言官構陷其改名是為逢迎蘇州同鄉吳縣申時行、太倉王錫爵二位權相，稱其「去太倉之嫌名，附吳縣之同姓」。

## 墓葬
墓在長洲縣堯封山。

## 家族
曾祖徐朴；祖父徐燿，以子徐履祥贈刑部主事；父徐履和，號三石，監生。母陳氏；繼母吳氏。慈侍下。兄徐受祉，監生；徐泰時，貢士；徐時錫；徐九錫；徐師錫。弟徐永錫；徐敷錫；徐元卿；徐寵卿；徐晉錫，俱監生；徐文錫；徐蕃錫。
長子徐泓；次子徐洌，癸卯科举人；三子徐瀚。